# Nokia 5250
Nokia 5250 — мультимедийный смартфон производства Nokia на базе Symbian 9.4 touch. 
Анонсирован 27 августа 2010 года.
Является самым дешёвым смартфоном Nokia на базе Symbian 9.4 touch в 2011 году, с рекомендованной ценой 115 евро.

## Технические характеристики
Аппарат выполнен в форм-факторе моноблок.
Для управления используется сенсорный экран диагональю 2.8 дюйма с разрешением 360×640 пикселей,
изготовленный по резистивной технологии, что делает возможным управление стилусом в комплекте телефона.
В этом аппарате не применяются сенсорные кнопки (кроме кнопки мультимедийного меню над экраном).
В модели имеется слот для карт памяти Micro SD до 16 Гбайт и Micro SDHC до 32 Гбайт. Также в телефоне 70 Мбайт встроенной памяти.
Процессор Freescale MXС 300-30 с тактовой частотой 528 MHz и архитектурой ARM 11 идентичен процессору в Nokia X6.  ОЗУ — 128 Мбайт физической и 512 Мбайт виртуальной памяти.
Аппарат оснащён 2 Мпикс камерой, 4x цифровым зумом. Модуль камеры идентичен модулю в Nokia 5228.
Смартфон может подключаться к другим устройствам через Micro-USB 2.0, Bluetooth 2.0 EDR/A2DP/AVRCP. В аппарате совмещен порт 3,5 мм аудиовыхода и video-out jack. С помощью специального кабеля (например, Nokia video-out cable CA-75U) телефон может транслировать видео на другие устройства. Зарядка при подключении через USB не происходит.
В аппарате используется Li-Ion аккумулятор Nokia BL-4U емкостью 1000 мА/ч. Его ёмкости хватает на 500 часов в режиме ожидания и 7 часов 40 минут в режиме разговора.
В данной модели, как и 5228, отсутствуют 3G, WI-FI и GPS.